# Фернандо Торес
Фернандо Хосе Торес Санз (шп. Fernando José Torres Sanz; Мадрид, 20. март 1984) је бивши шпански фудбалер. Свој надимак, „Ел Нињо“ (El Niño, клинац), добио је када је 2003. дебитовао за национални тим Шпаније, и тако постао најмлађи фудбалер који је играо за шпанску репрезентацију, са деветнаест година.
Наступао је за Челси али је у лето 2014. године отишао на двогодишњу позајмицу у Милан, да би почетком 2015. прешао у Атлетико Мадрид. До сезоне 2007/08 био је играч Атлетико Мадрида, после чега је потписао уговор за Ливерпул. Трансфер је вредео око 27 милиона фунти. Међутим, Атлетико Мадрид је и даље у срцу овог талентованог фудбалера па се тако често могу прочитати његове изјаве о томе како би желео да једном опет заигра у дресу ”јорганџија”. 31. јануара 2011. је постао члан Ливерпула. Од 2018. године је играо за јапански клуб Саган Тосу где је остао до пензионисања.

## Детињство и младост
Фернандо Торес је рођен 20. марта 1984. у Мадриду, док је пореклом из Галиције. Још као дете се интересовао за фудбал, и са пет година се придружио клубу "Parque 84". Његов деда није делио ту страст према игри, али је био страствени навијач клуба Атлетико Мадрид, и сам Торес је тако постао навијач Атлетика иако су многи сматрали да би такав вансеријски таленат могао да се добро надогради једино и само у великом клубу какав је Реал Мадрид.
Почео је као голман, али је при томе изгубио неколико зуба, па се одлучио за безбеднију позицију - нападача. Ускоро је открио велику страст ка давању голова. 1995. се прикључио Атлетику, на шта је био веома поносан, a и челници Атлетика су били одушевљени његовом игром тако да је са само 19 година добио част да буде капитен клуба из радничког дела главног града Шпаније.

## Каријера са репрезентацијом
У фебруару 2001. године, заједно са шпанским тимом за фудбалере испод 16 година освојио турнир „Олгрејв“. Затим су учествовали на Европском првенству у фудбалу за играче испод 16 година, који су освојили. Торес је дао једини гол у финалном мечу, а био је и голгетер турнира, са највише датих голова. Такође је именован и за играча турнира. У новембру 2001, Торес је играо за Шпанију на Светском првенству за фудбалере испод 17 година, али су испали у такмичењу по групама. У јулу 2002. године, освојио је Европско првенство за фудбалере испод 19 година. Поново је био проглашен за голгетера и играча првенства, и дао је једини гол у финалу.
За национални тим Шпаније дебитовао је против Португала 2003. године. Имао је 98 наступа за репрезентацију и постигао 31 гол (стање: јул 2012). На СП 2006. постигао је 3 гола.
Са екипом Шпаније освојио је Европско првенство у фудбалу 2008. и 2012. и Светско првенство у фудбалу 2010., а у финалу 2008. против Немачке је постигао једини и одлучујући гол у 33. минуту.

## Трофеји и награде
| Атлетико Мадрид - Лига Европе (1) : 2017/18. - Друга лига Шпаније (1) : 2001/02. Челси - ФА куп (1) : 2011/12. - Лига шампиона (1) : 2011/12. - Лига Европе (1) : 2012/13. - Суперкуп Европе : финале 2012. и 2013. - Светско клупско првенство : финале 2012. Шпанија - Европско првенство у фудбалу испод 16 година (1) : 2001. - Европско првенство У 19 (1) : 2002. - Европско првенство (2) : 2008, 2012. - Светско првенство (1) : 2010. - Куп конфедерација : финале 2013, треће место 2009. |  | Индивидуално - Освајач - Голгетер Најк купа : 1999. - Најбољи млади европски играч : 1999. - Играч Алгрејв турнира : 2001. - Голгетер Алгрејв турнира: 2001. - Најбољи играч ЕП у фудбалу испод 16 година : 2001. - Голгетер ЕП у фудбалу испод 16 година : 2001. - Најбољи играч ЕП у фудбалу испод 19 година : 2003. - Голгетер ЕП у фудбалу испод 17 година : 2003. - Играч месеца Премијер лиге : Фебруар 2008. - ПФА тим године : 2008. - Играч сезоне ФК Ливерпул : 2008. - Идеалан тим европског првенства : 2008. |